# داتورة ماثلة
الداتورة الماثلة أو بنج أو جوز ماشل أو جوز ماثِل أو بُقُّم أو داتوره نوع نباتي يتبع جنس الداتورة من الفصيلة الباذنجانية. وكذلك تعد رائحته سامة وتصيب الإنسان بالاوهام أو التشتت